# Orthoporus rodriguezi
Orthoporus rodriguezi är en mångfotingart som först beskrevs av Henri W. Brölemann 1900.  Orthoporus rodriguezi ingår i släktet Orthoporus och familjen Spirostreptidae. Inga underarter finns listade i Catalogue of Life.